# Nieuw Europa-brug
De Nieuw Europa-brug, vaak de Vidin-Calafatbrug of Calafat-Vidinbrug genoemd (Bulgaars: Мост Видин–Калафат, Most Vidin–Kalafat; Roemeens: Podul Calafat–Vidin) en in Bulgarije ook Donaubrug 2 (Bulgaars: Дунав мост 2, Dunav most 2) is een brug voor weg- en treinverkeer tussen de plaatsen Vidin in Bulgarije en Calafat in Roemenië. Het is de tweede brug over de Donau, de grensrivier tussen de twee landen. De tuibrug werd gebouwd door de Spaanse firma FCC, Fomento de Construcciones y Contratas. De rivieroverspanning is een belangrijke schakel in de Pan-Europese Corridor IV.

## Geschiedenis en kosten
Sinds vele jaren werd over de bouw van de brug gesproken, te beginnen bij een besluit van de gemeenteraad van Vidin in 1909, om de Bulgaarse regering in Sofia te verzoeken een brug naar Calafat te bouwen. In de 21ste eeuw werd het plan opnieuw concreet waarop uiteindelijk in 2007 daadwerkelijk met de bouw van de brug begonnen werd. Hierna lagen de werken tot 2009 nagenoeg stil, tot alle corruptieschandalen over de grondaankopen waren afgehandeld.
De brug werd op 14 juni 2013 officieel geopend, in aanwezigheid van onder meer Eurocommissaris Johannes Hahn, die via de ISPA (Instrument for Structural Policies for Pre-Accession) een voortrekkersrol heeft gespeeld bij de bouw van de brug. De brug kreeg pas bij het feest van de openstelling de naam ‘Brug van het nieuwe Europa’ of 'Nieuw Europa-brug' mee. De brug telt twee rijbanen met elk twee rijstroken voor het wegverkeer, één spoorlijn en één gecombineerd pad voor fietsers en voetgangers.
De totale bouwkosten van de "Nieuw Europa"-brug werden in 2007 nog geschat op 226 miljoen euro. Bij oplevering van de ruwbouw van de brug, in november 2012, waren de bouwkosten opgelopen tot 274 miljoen euro, waarvan 48 miljoen euro was bestemd voor de aansluitende infrastructuur op Roemeens grondgebied.

## Tolheffing
Met ingang van 1 juli 2013 wordt er op de brug tol geheven, nadat de brug in de tweede helft van juni 2013 voor korte tijd gratis te gebruiken was. De toltarieven zijn vastgelegd door de Bulgaarse ministerraad. De toltarieven voor het passeren van de brug, die ook zijn te vinden op de website van de beheerder van de brug, zijn als volgt:
| voertuig                                                                                       | Euro    | Bulgaarse Leva | Roemeense Lei |
| ---------------------------------------------------------------------------------------------- | ------- | -------------- | ------------- |
| auto’s en busjes tot maximaal 3500 kg/8 passagiers                                             | 6 euro  | 12 leva        | 27 lei        |
| voertuigen tot 7500 kg en voertuigen met 9 tot 23 zitplaatsen                                  | 12 euro | 23 leva        | 54 lei        |
| vrachtwagens met een MTM tot 12.000 kg                                                         | 18 euro | 35 leva        | 81 lei        |
| vrachtwagens zwaarder dan 12.000 kg met maximaal 3 assen en bussen met meer dan 23 zitplaatsen | 25 euro | 49 leva        | 113 lei       |
| vrachtwagens zwaarder dan 12.000 kg met 4 of meer assen                                        | 37 euro | 72 leva        | 167 lei       |
| fietsers en voetgangers                                                                        | gratis  | gratis         | gratis        |

De tol om de brug over te gaan wordt sinds 1 juli 2013 geheven. De tolhokjes bevinden zich aan de Roemeense zijde van de brug. Op datzelfde punt bevindt zich de gezamenlijke grenspost van de Bulgaren en Roemenen. De grenscontrole zal hier plaatsvinden tot het moment dat zowel Bulgarije als Roemenië toegelaten worden tot de Schengenzone. Vanuit Bulgarije komend was het mogelijk om per auto de brug over te steken en via de parkeerplaats voor de grenspost langs om te draaien, zodat de brug kon worden bezichtigd zonder tol te betalen. Een video van latere datum liet echter zien dat die parkeerplaats voor de tolhokjes inmiddels is afgesloten.

## De brug als schakel in het Europese wegennet

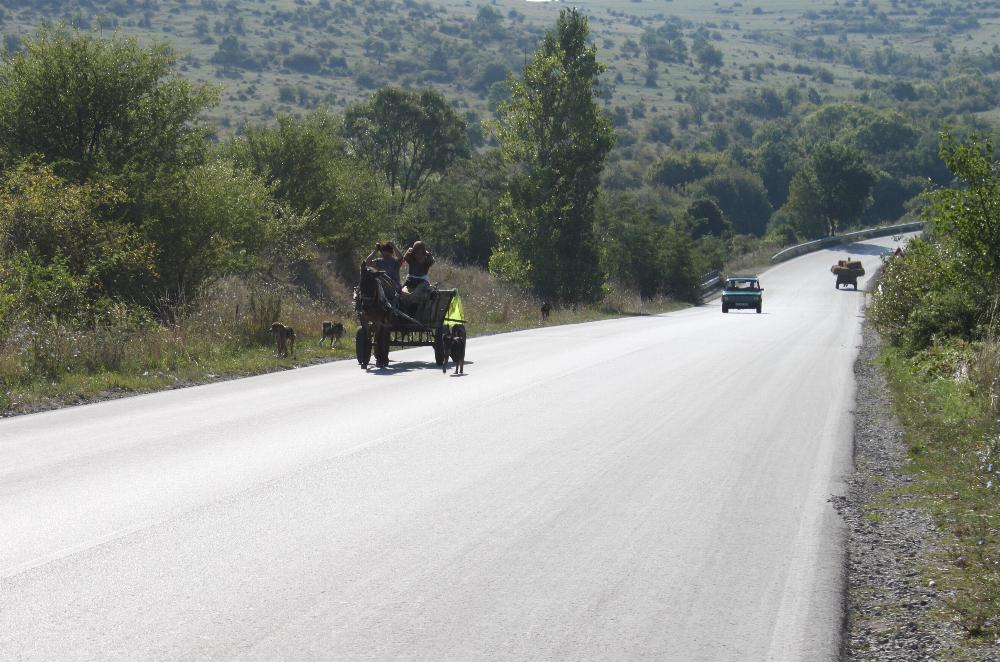
een ezel met kar op weg 1/E79, tussen Montana en Vidin, op de Bulgaarse oever van de Donau

de Pan-Europese Corridor IV aangegeven in rood

De brug Calafat-Vidin maakt deel uit van het Pan-Europees transportnetwerk, waarvan Corridor IV tussen Vidin en Calafat de Donau kruist. De brug maakt tevens deel uit van de Europese weg 79. De brug dient als een belangrijk onderdeel van de verbindingsroute tussen de Europese Unie-landen in Centraal- en Zuidoost-Europa. Door de komst van de brug is het niet langer nodig de overtocht per veerpont te maken, hierdoor is de reistijd met enkele uren ingekort.
Op dit moment is het wegennetwerk aan beide zijden van de brug nog niet gereed. In Roemenië sluit de brug aan op de nationale weg DN56 naar Craiova. Aan de Bulgaarse zijde sluit de brug aan op de nationale weg 1 en de in aanbouw zijnde Botevgrad-Vidin expresweg naar Botevgrad. Het betreffen aan beide kanten wegen die veel dorpen en steden doorkruisen. Op veel trajecten is aan beide kanten een enkele rijstrook beschikbaar. De wegen worden ook voor vrachtverkeer en lokaal verkeer gebruikt.
Aan de Roemeense zijde zijn er plannen voor de aanleg van een A6 autosnelweg die de brug in noordelijke richting zal verbinden met de A1 bij Lugoj. De eerste kilometer van de A6, lopend van de A1 naar Lugoj is inmiddels opgeleverd. De A1 loopt in westelijke richting verder naar de grens tussen Roemenië en Hongarije en moet daar gaan aansluiten op de nog af te ronden autosnelweg M43. Daarmee wordt een directe aansluiting op het autosnelwegnetwerk van Hongarije wat op zijn beurt is verbonden met de netwerken in andere landen in Centraal-Europa.
Aan de Bulgaarse zijde wordt er inmiddels gewerkt om de verbinding tussen Vidin en Botevgrad, waar de route aansluit op de autosnelweg A2, te vervangen door een expresweg. Door die aansluiting zal de brug met het autosnelwegnetwerk van Bulgarije worden verbonden, wat op zijn beurt weer zal worden verbonden met de autosnelwegen van Griekenland, Turkije en, in de verdere toekomst, ook met Noord-Macedonië.
Zodra de geplande wegen zijn aangelegd kan er van een snelle verbinding gebruik worden gemaakt tussen Centraal- en Zuidoost-Europa, die enkel via Europese-Unie-landen loopt. Op dit moment loopt de snellere route nog via het autosnelwegnetwerk van Servië. Het nadeel van die laatste route is dat Servië geen onderdeel uitmaakt van de Europese Unie. Daardoor kan het bijvoorbeeld bij bepaalde ritten nodig zijn om in- of uitvoerrechten te betalen aan de grens, iets wat bij grensovergangen tussen landen in de Europese Unie niet nodig is vanwege het vrije verkeer van goederen.

### Wegen naar de brug vanuit Bulgarije

Bulgaars wegennet in 2006

In de Bulgaarse hoofdstad Sofia kruisen twee belangrijke verkeersstromen elkaar: het verkeer van Turkije naar Duitsland, waarvan een deel via Servië rijdt en het verkeer van Griekenland naar Roemenië, waaronder reizigers, die komend vanuit Griekenland, Servië juist proberen te vermijden.
Vanuit Sofia kan Vidin langs twee verschillende wegen bereikt worden. Weg 81, via Kostinbrod, de bergpas Petrohan en Berkovica (Berkovitsa) naar Montana, is in kilometers korter, maar het rijden van deze route kost meer tijd. De weg maakt veel bochten en voert dwars door elk dorp langs de route. Door sneeuwval is de pasweg in de winter meestal afgesloten of alleen met sneeuwkettingen berijdbaar. Het rijden over weg 81 wordt in het donker afgeraden en bovendien is de weg verboden voor vrachtwagens. Om al deze redenen wordt weg 81 via de bergpas Petrohan daarom gezien als ongeschikt voor het doorgaande verkeer van Sofia naar Vidin. Er wordt inmiddels gesproken over het bouwen van een tunnel onder de Petrohan bergpas op deze route, die moet de route met ongeveer 70 kilometer inkorten.
De snelste weg van de Bulgaarse hoofdstad naar de ‘Brug van het nieuwe Europa’ gaat tot Botevgrad over de autosnelweg A2, genaamd Hemus, die met enkele tunnels de bergketen ‘Stara Planina’ (Balkangebergte) doorkruist, richting Roese, Sjoemen en Varna, als de weg ooit wordt afgebouwd. Afgezien van saneringswerkzaamheden aan diverse viaducten kan de reiziger op de A2 behoorlijk snel rijden. Bij Botevgrad verruilen we de autosnelweg voor weg 1, die ook de E79 is. Bij Botevgrad en tussen Mezdra en Vratsa heeft de weg gescheiden rijbanen met twee maal twee rijstroken. Bij de stad Vratsa is nog altijd geen rondweg en de weg door de stad heen verkeert in juni 2013 wederom in slechte staat. De randweg aan de noordoostkant van Vratsa moet naar verwachting nog in 2014 gereed zijn.
De rest van de weg via Montana naar Vidin is enkelbaans, waardoor inhalen niet altijd mogelijk is. Het grootste gedeelte van dit traject is tussen 2003 en 2007 wel grondig gerenoveerd en opnieuw geasfalteerd. Het aantal dorpen en steden waar de weg dwars doorheen gaat is vrij beperkt te noemen. Meestal is de verkeersintensiteit ook laag en dus kan er vaak nog aardig stevig worden doorgereden.
In Montana sturen de wegwijzers het verkeer dat vanuit Sofia de stad binnenrijdt echter nog altijd richting Brusartsi en Lom, via landwegen die door vrachtverkeer volledig kapotgereden zijn in de periode dat weg 1/E79 werd gerenoveerd. Montana heeft geen volledige rondweg om de stad heen. In september 2013 is een begin gemaakt met de bouw van een randweg aan de noordoostkant van Montana, maar die verbindt niet de delen van weg 1/E79 ten oosten en westen van Montana met elkaar.
Ten westen van Montana gaat het over weg 1/E79 vlot vooruit tot vlak bij Dimovo, waar de weg een dusdanig krappe bocht maakt dat twee vrachtwagens elkaar in die bocht niet kunnen passeren. De belangrijke hoofdweg van Sofia naar Vidin verandert in Dimovo in een dorpsstraat met kinderkopjes. Aan verbetering van dit stuk weg wordt sinds de zomer van 2013 inmiddels gewerkt. Voordat de stad Vidin wordt bereikt, volgen nog enkele dorpjes waar weg 1/E79 niet geheel buitenom gaat, afgewisseld met wat stroken lapjesasfalt die aan de grondige renovaties uit de periode 2003 tot 2007 ontsnapt zijn. Wie weg 1/E79 volgt, komt vanzelf op de rondweg van Vidin terecht, die zich zo’n 5 km voor de brug verbreedt tot een weg met gescheiden rijbanen. Hier telt de weg twee rijstroken per richting en zijn alle kruisingen omgebouwd tot op- en afritten.
De brug Calafat-Vidin is niet gebouwd om van niks naar nergens te leiden. Doel was een aansluiting van het Bulgaarse autosnelwegennet, via een nog te bouwen Roemeens autosnelwegennet op het Hongaarse autosnelwegennet, zodat er een ononderbroken autosnelwegverbinding tussen het midden en het zuidoosten van Europa zou ontstaan.
Bulgarije heeft in 2009 een groot corruptieschandaal meegemaakt rond het infrastructuurfonds, waarin de Europese subsidies voor wegenbouw waren ondergebracht. Veel wegenbouwprojecten liepen vertraging op, omdat de Europese Unie de uitbetaling van de subsidies had gestaakt. Pas op 1 juli 2013 werd het laatste gedeelte van de autosnelweg A1 tussen Sofia en Burgas opengesteld voor het verkeer. De voltooiing van deze autosnelweg, bijgenaamd Trakiya, tussen de Bulgaarse hoofdstad en de Zwarte Zeekust wordt gezien als een belangrijke mijlpaal in de Bulgaarse autosnelwegbouwgeschiedenis. Er moet echter nog veel gebeuren voordat Bulgarije een compleet netwerk aan autosnelwegen heeft. Richting Edirne en Istanboel in Turkije ontbreekt nog ruim 80 kilometer van de autosnelweg ‘Marica’ (Maritsa) waar nog aan gebouwd wordt, met als doel een openstelling medio juni 2014. Vanuit Sofia richting Thessaloniki in Griekenland vordert de autosnelweg ‘Struma’ ook maar traag: nog zo’n 120 kilometer ontbreekt.
De stad Sofia zelf heeft een ringweg die aan de zuidzijde grotendeels is verbreed tot autosnelweg, maar aan de westzijde is alle lintbebouwing nog steeds aanwezig. De noordzijde van de ringweg om Sofia maakt een ruime bocht buiten de stad om, omdat communistische planners uitgingen van een groei van de Bulgaarse hoofdstad in noordelijke richting, in plaats van tegen de berg Vitosha op waar een beschermd natuurgebied ligt.
Voordat er iets gedaan zal worden aan de uitbreiding van de weg naar Vidin, zullen naar verwachting eerst de wegen richting Griekenland en Turkije volledig tot autosnelweg zijn verbouwd. Intussen moet Sofia van een nieuwe autosnelwegring zijn voorzien. Tussen Sofia en de grens van Servië bij Kalotina wordt ook een nieuwe autosnelweg aangelegd, de autosnelweg Kalotina. Die laatste weg moet worden aangesloten met een autosnelweg van de grens tot aan Niš. De laatste plannen spreken niet meer van een autosnelweg naar Vidin, maar van een expresweg met gescheiden rijbanen en twee maal twee rijstroken, zonder vluchtstroken.
Mocht Servië intussen lid worden van de Europese Unie, dan zou daarmee de laatste noodzaak voor de aanleg van een snelweg naar Vidin kunnen vervallen. Zolang Servië nog geen lid is van de EU, vormt de brug Calafat-Vidin voor het vrachtverkeer echter een schakel in een goedkopere en snellere route tussen de Balkan en de rest van Europa. Voor het gedeelte van weg 1/E79 tussen Botevgrad en Mezdra Vraca is daarom in 2012 een aanbesteding geweest, om in 2013 een stuk autoweg kunnen bouwen.

### Wegen naar de brug vanuit Roemenië
De brug komt in Roemenië bij Calafat uit op de DN56 die naar Craiova voert. Deze weg verkeert in slechte staat en wordt in de zomer van 2013 verbreed om meer vrachtverkeer te kunnen verwerken. DN56 is ook na de verbreding een route die door elk dorp langs de route blijft voeren.
De DN6/E79/E70 voert vanaf Craiova via Filiaşi naar Drobeta-Turnu Severin, waar de kortere DN56A op de DN6/E70 uitkomt. Langs een steile bergwand slingert de weg door de kloof van de Donau. De rivier vormt hier de grens met Servië en wordt gebruikt om via waterkracht elektriciteit op te winnen. Via de dam bij de waterkrachtcentrale IJzeren Poort I (‘’Roemeens: Porţile de Fier/Servisch: Đerđap’’) kan de Donau worden overgestoken naar Servië. De DN6/E70 verlaat bij Orşova de Donau en voert over de bergpas Poarta Orientală, langs de steden Caransebeș en Lugoj naar Timișoara. Tot aan Lugoj zijn er in de DN6/E70 bijna overal rondwegen aangelegd. Vanaf Lugoj tot Timișoara zal in de nabije toekomst over de autosnelweg A1 gereden kunnen worden. Vanuit Timișoara naar Szeged in Hongarije voert de kortste weg over de DN6 via Sânnicolou Mare naar de grensovergang Cenad/Kiszombor, maar zodra de Roemeense A1 en de Hongaarse M43 op elkaar aangesloten zijn, zal de omweg via de autosnelweg, langs Arad en de grensovergang Nădlac/Nagylak in tijd sneller uitpakken. Bovendien is de grensovergang Cenad/Kiszombor niet geopend voor vrachtverkeer.
Net als Bulgarije geeft Roemenië de hoogste prioriteit aan het bouwen van een autosnelweg van hun hoofdstad naar het buurland waarmee de meeste handel wordt gedreven. Voor Roemenië betekent dit dat er een autosnelweg moet komen die de hoofdstad Boekarest verbindt met het Hongaarse autosnelwegnet, om zo via Boedapest een snelle verbinding met de rest van Europa te creëren. Daarbij ging Roemenië in 2003 uit van twee snelwegen, de A1 via Pitești, Sibiu en Timișoara naar Arad en de A3 via Ploiești, Brașov en Cluj-Napoca naar Oradea.
Na 10 jaar ontdekte de Roemeense regering in april 2013 dat ze door het failliete Amerikaanse bouwbedrijf Bechtel mogelijk zijn opgelicht: Er zijn miljarden euro’s verdwenen, maar slechts enkele tientallen kilometers autosnelweg bijgekomen. Bergachtig terrein kan geen excuus zijn, want datzelfde Bechtel bouwde in Albanië wel honderden kilometers autosnelweg in vier jaar tijd.
De Roemeense regering lijkt het plan voor de A3 nu voorlopig te hebben begraven, om ten minste de A1 af te kunnen bouwen. Van die A1 zijn stukken rondweg om Arad, Timișoara en Sibiu inmiddels opengesteld voor het verkeer, maar driekwart ontbreekt nog. Het experiment met de A2, waar tolheffing is ingesteld met tolhokjes en een concessie naar Frans model wordt als mislukt gezien, omdat automobilisten massaal voor sluiproutes kiezen om de hoge tolkosten te ontwijken.
Er loopt in Roemenië momenteel een haalbaarheidsonderzoek omtrent de bouw van een A6, de zogenaamde ‘Autostrada Sud’, die van Boekarest of Pitești via Craiova, Calafat, Caransebeș en Lugoj naar Timișoara zou moeten lopen. Zolang de A1 en daarmee de aansluiting tussen het Roemeense en het Hongaarse autosnelwegnet echter niet is gerealiseerd, lijkt het onwaarschijnlijk dat de Roemeense regering geld zou besteden aan autosnelwegen die de meeste Roemenen van veel geringer belang achten dan de A1, die economische en infrastructurele ruggengraat van Roemenië zou moeten worden.

## Achtergrondinformatie
Vanuit Vidin werd een veerdienst onderhouden met het Roemeense Calafat. Voor een vrachtwagen moest ongeveer € 125,- per overtocht worden betaald. Tot aan de openstelling van de Brug van het nieuwe Europa toe lag de enige brug (Donau Brug) tussen Roemenië en Bulgarije tussen Roese en Giurgiu, zo'n 400 km ten oosten van Vidin.
Door een combinatie van factoren, waaronder gebrek aan medewerking van Roemeense zijde (de Roemenen wilden de brug veel oostelijker hebben en weigerden mee te betalen), corruptie (de burgemeester van Vidin verkocht grond die voor de brug was gereserveerd in kleine stukken, zodat er talloze onteigeningsprocedures nodig waren) en zorgen over geld (de Europese Unie had het geld bijna weer teruggevraagd en moest de uiterste termijn voor de oplevering van de brug 2 jaar opschuiven) heeft de daadwerkelijke bouw van de brug tussen Vidin en Calafat op zich laten wachten.
Eind april 2012 was de brug tot halverwege de Donau afgebouwd. In oktober 2012 was de brug zover klaar dat de premiers van Bulgarije en Roemenië eroverheen konden lopen om elkaar de hand te schudden. Daarna moest de brug nog wel worden afgebouwd. De openstelling voor het verkeer was gepland in mei 2013, maar die datum werd enkele keren opgeschoven. De brug draagt na voltooiing 4 rijstroken, 1 enkelspoor en een fietspad en is een schakel in het Pan-Europese transportnetwerk, waarvan de verschillende corridors bij Vidin de Donau kruisen.

## Problemen met de brug na oplevering
In oktober 2013, 4 maanden na de opening, werd duidelijk dat er een aantal problemen met de constructie van het wegdek van de brug zijn. Daardoor moet het verkeer in twee richtingen tijdelijk over één rijbaan.